# Sin-magir

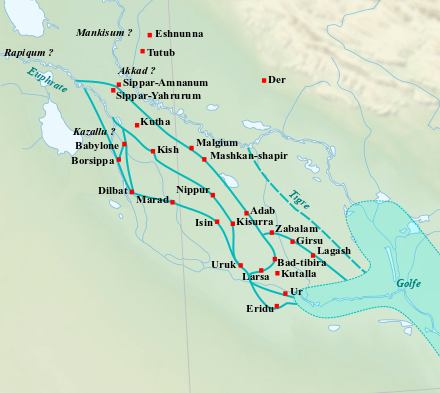
Mapa południowej Mezopotamii w okresie starobabilońskim (ok. 2000-1595 p.n.e.)

Sin-magir (akad. Sîn-māgir, zapisywane dsuen-ma-gir, tłum. „Bóg Sin jest przychylnie nastawiony”) – czternasty, przedostatni król z I dynastii z Isin, następca Ur-dukugi, ojciec Damiq-iliszu. Według Sumeryjskiej listy królów oraz Listy królów Ur i Isin. Panować miał przez 11 lat. Jego rządy datowane są na lata ok. 1827-1817 p.n.e. (chronologia średnia)
Wspomniany jest w kilku zapisanych na pieczęciach cylindrycznych inskrypcjach jego urzędników oraz w zapisanej na glinianym stożku inskrypcji Nuttuptum, jego „konkubiny”.